# Neoallochernes garcianus
Neoallochernes garcianus är en spindeldjursart som först beskrevs av Banks 1909.  Neoallochernes garcianus ingår i släktet Neoallochernes och familjen blindklokrypare. Inga underarter finns listade i Catalogue of Life.